# Ghanaur
Ghanaur es una ciudad de la India en el distrito de Patiala, estado de Punyab.

## Geografía
Se encuentra a una altitud de 263 m s. n. m. a 62 km de la capital estatal, Chandigarh, en la zona horaria UTC +5:30.

## Demografía
Según estimación 2010 contaba con una población de 6 533 habitantes.